# Florent Sauvadet
Pour les articles homonymes, voir Sauvadet.
Florent Sauvadet (né le 31 janvier 1989 à Issoire, France) est un footballeur français évoluant au poste de milieu offensif à l'AS Yzeure.

## Biographie
Après être passé par les équipes de jeunes de l'AS Montferrand, il intègre en 2007 les moins de 18 ans puis l'équipe réserve du Clermont Foot. Il devient professionnel en août 2010 quelques semaines après sa première apparition avec l'équipe en coupe de la Ligue contre le FC Metz. Durant cette saison, il joue à 23 reprises pour l'équipe clermontoise (mais il n'est titularisé que cinq fois) pour 2 buts marqués. En 2012, non conservé, il s'engage pour le club roumain de Petrolul Ploiesti. C'est en Janvier 2015 qu'il rejoint l'AS Yzeure.

## Statistiques
| Saison    | Club                         | Championnat | Championnat | Championnat | Coupe nationale | Coupe nationale | Coupe de la Ligue | Coupe de la Ligue | Total | Total |
| Saison    | Club                         | Division    | M.          | B.          | M.              | B.              | M.                | B.                | M.    | B.    |
| 2010-2011 | Clermont Foot Auvergne 63    | Ligue 2     | 20          | 1           | 1               | 1               | 2                 | 0                 | 23    | 2     |
| 2011-2012 | Clermont Foot Auvergne 63    | Ligue 2     | 12          | 0           | 2               | 0               | 0                 | 0                 | 14    | 0     |
| 2013      | FC Petrolul Ploiesti         | Liga I      | 8           | 3           | 1               | 0               | -                 | -                 | 9     | 3     |
| 2014      | CF Universitatea Cluj-Napoca | Liga I      | 6           | 0           | -               | -               | -                 | -                 | 6     | 0     |
| 2014      | CF Universitatea Cluj-Napoca | Liga I      | 10          | 0           | -               | -               | -                 | -                 | 10    | 0     |
| 2015      | AS Yzeure                    | CFA         | 28          | 3           | 1               | 0               | -                 | -                 | 29    | 3     |